# 第二次拉特朗公會議
第二次拉特朗公會議是天主教教会承认的第十次大公会议，于公元1139年4月由教宗依诺增爵二世召开。由1000人参加，主要议题是减少教宗何諾二世於1130年死后教宗选举选举出教宗克雷二世所产生分裂的影响。